# Searching for a Former Clarity
Searching for a Former Clarity is het derde studioalbum van de Amerikaanse punkband Against Me! en is geproduceerd door J. Robbins. Het werd uitgegeven op 6 september 2005 door Fat Wreck Chords en was het laatste studioalbum dat de band via dit label uit zou laten brengen. Met behulp van videoclips en singles voor de nummers  "Don't Lose Touch" en "From Her Lips to God's Ears (The Energizer)" bereikte het album de 114de plek op de Billboard 200-hitlijst. Zanger-gitarist Laura Jane Grace beschouwt het album als een conceptalbum.
Op 24 mei 2011 bracht Against Me! een demoalbum getiteld Total Clarity uit via Fat Wreck Chords. Op dit album staan niet eerder uitgegeven nummers die tijdens de opnamesessies voor dit album zijn opgenomen.

## Nummers
1. "Miami" - 4:00
2. "Mediocrity Gets You Pears (The Shaker)" - 2:38
3. "Justin" - 3:57
4. "Unprotected Sex with Multiple Partners" - 4:08
5. "From Her Lips to God's Ears (The Energizer)" - 2:35
6. "Violence" - 5:34
7. "Pretty Girls (The Mover)" - 2:45
8. "How Low" - 4:27
9. "Joy" - 2:12
10. "Holy Shit!" - 2:53
11. "Even at Our Worst We're Still Better Than Most (The Roller)" - 2:53
12. "Problems" - 2:40
13. "Don't Lose Touch" - 2:55
14. "Searching for a Former Clarity" - 3:25

## Band
- Laura Jane Grace - gitaar, zang
- James Bowman - gitaar, achtergrondzang
- Andrew Seward - basgitaar, achtergrondzang
- Warren Oakes - drums